# Míle za hodinu

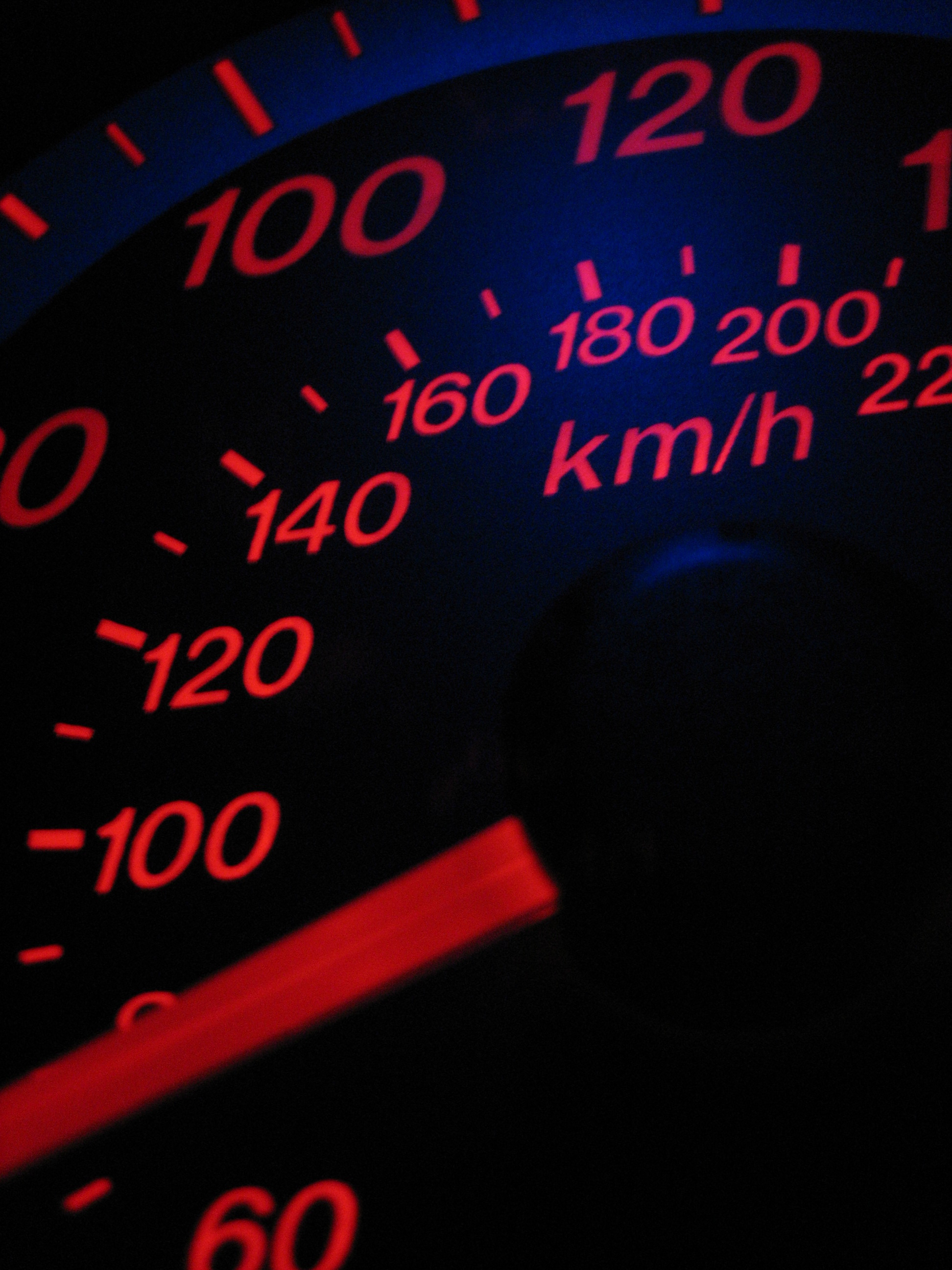
Ukazatel rychlosti — vnější ciferník s hodnotami v mílích za hodinu, vnitřní ciferník s hodnotami v kilometrech za hodinu

Jednotky rychlostního limitu na dopravních značkách po celém světě:
Kilometry za hodinu (km/h)
Míle za hodinu (mph)
Obě
Žádné jednotky rychlostního limitu

Míle za hodinu (anglicky Miles per hour, zkráceně mph) je jednotka rychlosti používaná běžně v zemích používajících imperiální jednotky. Existuje několik různých definic míle.
Pro pohyb automobilů a vlaků po souši se používá přepočet 1 mph = 1,609344 km/h.
Pro pohyb letadel a lodí se používá naopak jednotka uzel odvozená od anglické námořní míle. I zde se můžeme někdy setkat s označením míle za hodinu. Potom jde o rychlost 1,852 km/h.

## Převody
1 míle za hodinu se rovná:
- 0,44704 metru za sekundu (odvozená jednotka SI)
- 1,4667 stopy za sekundu
- zhruba 0,868976 uzlu

Převody mezi obecnými jednotkami rychlosti
|             | m/s      | km/h     | mph      | uzel     | stopa/s  |
| ----------- | -------- | -------- | -------- | -------- | -------- |
| 1 m/s =     | 1        | 3,6      | 2,236936 | 1,943844 | 3,280840 |
| 1 km/h =    | 0,277778 | 1        | 0,621371 | 0,539957 | 0,911344 |
| 1 mph =     | 0,44704  | 1,609344 | 1        | 0,868976 | 1,466667 |
| 1 uzel =    | 0,514444 | 1,852    | 1,150779 | 1        | 1,687810 |
| 1 stopa/s = | 0,3048   | 1,09728  | 0,681818 | 0,592484 | 1        |